# Tico e Teco: Vida no Parque
Chip 'n' Dale: Park Life (prt/bra: Tico e Teco: Vida no Parque) é uma série de animação via streaming franco-americana baseada nos personagens de desenhos animados de mesmo nome, criados por Bill Justice. A série estreou no Disney+ em 28 de julho de 2021, e é coproduzida pela The Walt Disney Company France e Xilam Animation. Ao contrário de outras iterações dos personagens, a série não é verbal, semelhante a outros programas produzidos pela Xilam. Em Portugal, a série começou a ser transmitida a 8 de abril de 2022 no Disney Channel.
Em 15 de junho de 2022, foi anunciado que a série havia sido renovada para uma segunda temporada.

## Personagens
- Matthew Géczy como Tico
- Kaycie Chase como Teco
- Cindy Lee Delong como Clarice, Fifi, cachorrinho do Pluto
- Bill Farmer como Pluto
- Sylvain Caruso como Pato Donald
- David Gasman como Irmãos Metralha, Butch

## Episódios
| N.º | Título                     | Escrito por                 | Storyboard por                  | Lançamento             | Cód. de produção |
| --- | -------------------------- | --------------------------- | ------------------------------- | ---------------------- | ---------------- |
| 1a  | "Thou Shalt Nut Steal"     | Frédéric Martin             | Léa Cousty                      | 28 de julho de 2021    | 101a             |
| 1b  | "The Baby Whisperer"       | Léo Bocard                  | Guillaume Picard                | 28 de julho de 2021    | 101b             |
| 1c  | "It Takes Two to Tangle"   | Baljeet Rai Jean Cayrol     | Cédric Frémeaux Nicolas Bougard | 28 de julho de 2021    | 101c             |
| 2a  | "The Whole Package"        | Hugo Gittard                | Léa Cousty                      | 4 de agosto de 2021    | 102a             |
| 2b  | "Bird Brains"              | Baljeet Rai Frédéric Martin | Léa Cousty                      | 4 de agosto de 2021    | 102b             |
| 2c  | "Acorn in My Side"         | Frédéric Martin             | Guillaume Picard                | 4 de agosto de 2021    | 102c             |
| 3a  | "The Jungle"               | Hugo Gittard                | Romain Cislo                    | 11 de agosto de 2021   | 103a             |
| 3b  | "The Flight"               | Julien Dinse                | Guillaume Picard                | 11 de agosto de 2021   | 103b             |
| 3c  | "Deep Dive"                | Hugo Gittard                | Léa Cousty                      | 11 de agosto de 2021   | 103c             |
| 4a  | "A Nut You Can't Refuse"   | Julien Dinse                | Guillaume Picard                | 18 de agosto de 2021   | 104a             |
| 4b  | "Chipmunks Away"           | Henry Gifford               | Léa Cousty                      | 18 de agosto de 2021   | 104b             |
| 4c  | "Ruff Justice"             | Baljeet Rai Jean Cayrol     | Nicolas Bougard                 | 18 de agosto de 2021   | 104c             |
| 5a  | "Dog in the House"         | Baljeet Rai Jean Cayrol     | Cédric Frémeaux                 | 25 de agosto de 2021   | 105a             |
| 5b  | "Cone Alone"               | Fanny Courtillot            | Guillaume Picard                | 25 de agosto de 2021   | 105b             |
| 5c  | "Highway to Hugs"          | Baljeet Rai Frédéric Martin | Cédric Frémeaux Nicolas Bougard | 25 de agosto de 2021   | 105c             |
| 6a  | "The Hazelnut King"        | Vincent Souchon             | Guillaume Picard                | 1 de setembro de 2021  | 106a             |
| 6b  | "Egg Baby"                 | Hugo Gittard                | Léa Cousty                      | 1 de setembro de 2021  | 106b             |
| 6c  | "Mega Muscle Chip"         | Henry Gifford               | Cédric Frémeaux                 | 1 de setembro de 2021  | 106c             |
| 7a  | "Struggling Duckling"      | Fanny Courtillot            | Romain Cislo                    | 8 de setembro de 2021  | 107a             |
| 7b  | "Friends of the Family"    | Vincent Souchon             | Léa Cousty                      | 8 de setembro de 2021  | 107b             |
| 7c  | "Top Dog"                  | Fanny Courtillot            | Guillaume Picard                | 8 de setembro de 2021  | 107c             |
| 8a  | "The Ghost"                | Léo Bocard Alice Giordan    | Léa Cousty                      | 15 de setembro de 2021 | 108a             |
| 8b  | "The Imperfect Crime"      | Julien Dinse                | Romain Cislo                    | 15 de setembro de 2021 | 108b             |
| 8c  | "Nut Soup"                 | Vincent Souchon             | Guillaume Picard                | 15 de setembro de 2021 | 108c             |
| 9a  | "The Unusual Nutspects"    | Julien Dinse                | Romain Cislo                    | 22 de setembro de 2021 | 109a             |
| 9b  | "An Evening with Clarice"  | Vincent Souchon             | Léa Cousty                      | 22 de setembro de 2021 | 109b             |
| 9c  | "Craft Craze"              | Hugo Gittard                | Romain Cisco                    | 22 de setembro de 2021 | 109c             |
| 10a | "Too Late to Hibernate"    | Hugo Gittard Léo Bocard     | Léa Cousty                      | 29 de setembro de 2021 | 110a             |
| 10b | "Sorry Nut Sorry"          | Hugo Gittard                | Romain Cislo                    | 29 de setembro de 2021 | 110b             |
| 10c | "Never Trust a Sausage"    | Hugo Gittard                | Léa Cousty                      | 29 de setembro de 2021 | 110c             |
| 11a | "Night of the Pizza Moon"  | Vincent Souchon             | Romain Cislo                    | 6 de outubro de 2021   | 111a             |
| 11b | "Who's Your Granny?"       | Leo Bocard Alice Giordan    | Guillaume Picard                | 6 de outubro de 2021   | 111b             |
| 11c | "Summer Sidekick Syndrome" | Leo Bocard Alice Giordan    | Guillaume Picard                | 6 de outubro de 2021   | 111c             |
| 12a | "Delivery Duck"            | Simon Perrin                | Romain Cislo                    | 13 de outubro de 2021  | 112a             |
| 12b | "Dark in the Park"         | Simon Perrin                | Guillaume Picard                | 13 de outubro de 2021  | 112b             |
| 12c | "Choppin' Dale"            | Vincent Souchon             | Romain Cislo                    | 13 de outubro de 2021  | 112c             |

## Recepção
No agregador de críticas Rotten Tomatoes, a série tem uma classificação de 80% com base em comentários de 5 críticos.
Kristy Puchko do IGN avaliou a série em 8 de 10 e achou que era uma interpretação refrescante de Tico e Teco, enquanto enaltecia a animação e elogiava o humor do programa. Ashley Moulton da Common Sense Media classificou Chip 'n' Dale: Park Life com 3 de 5 estrelas, achando agradável a presença de mensagens positivas e modelos, citando amizade e curiosidade, e achou a série divertida em seu humor. Jenna Anderson, do Comicbook.com, classificou a série com 3 de 5 estrelas, aclamou o estilo de animação e elogiou as performances dos dubladores, mas afirmou que a série é narrativamente muito simplificada.